# Języki bałtosłowiańskie

Różne schematy możliwego pokrewieństwa języków bałtyckich i słowiańskich; Van Wijk, 1923

Języki bałtosłowiańskie, języki bałtycko-słowiańskie – hipotetyczna podrodzina językowa w obrębie języków indoeuropejskich, obejmująca języki bałtyckie i języki słowiańskie. Posługuje się nimi ponad 300 mln osób.
Istnienie grupy języków bałtosłowiańskich bywa kwestionowane, jednak większość badaczy ją uznaje.

## Klasyfikacja języków bałtosłowiańskich
języki indoeuropejskie
języki bałtosłowiańskie (ok. 322,5 mln)
języki bałtyckie (ok. 5,5 mln)
języki zachodniobałtyckie †
staropruski †
nowopruski †
jaćwiński †
galindyjski †
języki wschodniobałtyckie
kuroński †
seloński †
zemgalski †
litewski (ok. 4 mln)
łotewski (ok. 1,5 mln)
łatgalski (150–200 tys.)
języki słowiańskie (ok. 317 mln)
języki zachodniosłowiańskie (ok. 56 mln)
języki lechickie
polski (ok. 42,5 mln)
język połabski †
języki pomorskie (ok. 200 tys.)
kaszubski (ok. 200 tys.)
języki łużyckie (ok. 70 tys.)
dolnołużycki (ok. 15 tys.)
górnołużycki (ok. 55 tys.)
czeski (ok. 10 mln)
słowacki (ok. 5 mln)
języki południowosłowiańskie (ok. 28 mln)
staro-cerkiewno-słowiański †
cerkiewnosłowiański †*
słoweński (ok. 2 mln)
serbsko-chorwacki (ok. 21 mln)
macedoński (ok. 1,8 mln)
bułgarski (ok. 8,5 mln)
języki wschodniosłowiańskie (ok. 210 mln)
staroruski †
ruski †
białoruski (ok. 10 mln)
ukraiński (ok. 40 mln)
rusiński
rosyjski (ok. 160 mln)
Oznaczenia:
† – język wymarły lub dawne stadium historyczne języka dzisiejszego
†* – język dawny, ale zachowany tradycyjnie w liturgii, tekstach religijnych, filozoficznych lub naukowych